# Gladiolus bullatus
Gladiolus bullatus är en irisväxtart som beskrevs av Carl Peter Thunberg och Gwendoline Joyce Lewis. Gladiolus bullatus ingår i släktet sabelliljor, och familjen irisväxter. Inga underarter finns listade i Catalogue of Life.